# Matelea variifolia
Matelea variifolia är en oleanderväxtart som först beskrevs av Rudolf Schlechter, och fick sitt nu gällande namn av R. E. Woodson. Matelea variifolia ingår i släktet Matelea och familjen oleanderväxter. Inga underarter finns listade i Catalogue of Life.